# Seraina Mischol
Seraina Mischol (ur. 1 grudnia 1981 r. w Samedan) – szwajcarska biegaczka narciarska, brązowa medalistka mistrzostw świata juniorów.

## Kariera
Po raz pierwszy na arenie międzynarodowej Seraina Mischol pojawiła się 5 grudnia 1998 roku w zawodach FIS Race w Ulrichen, gdzie zajęła 19. miejsce w biegu na 5 km techniką dowolną. W 1999 i 2000 roku startowała na mistrzostwach świata juniorów, jednak zajmowała odległe pozycje. Największy sukces w tej kategorii wiekowej osiągnęła podczas mistrzostw świata juniorów w Karpaczu w 2001 roku, gdzie wywalczyła brązowy medal w biegu na 15 km techniką dowolną.
W Pucharze Świata zadebiutowała 27 grudnia 1999 roku w Engelbergu, zajmując 43. miejsce w sprincie stylem klasycznym. Pierwsze pucharowe punkty zdobyła jednak dopiero 24 lutego 2004 roku w Trondheim, gdzie była osiemnasta w sprincie stylem dowolnym. W klasyfikacji generalnej sezonu 2003/2004 zajęła ostatecznie 75. miejsce. Jak dotąd najlepszy wynik w Pucharze Świata osiągnęła w sezonie 2007/2008, który ukończyła na piętnastej pozycji. Nigdy nie stała na podium zawodów pucharowych.
Pierwszą duża imprezą w jej karierze były mistrzostwa świata w Lahti w 2001 roku, gdzie zajęła 55. miejsce w biegu na 10 km techniką klasyczną. Na mistrzostwach świata startowała także w latach 2003-2009, najlepszy wynik osiągając podczas mistrzostw świata w Oberstdorfie w 2005 roku, gdzie wraz z Laurence Rochat była ósma w sprincie drużynowym techniką dowolną. Indywidualnie najlepiej wypadła na mistrzostwach świata w Sapporo w 2007 roku, gdzie była czternasta w sprincie klasykiem. W 2006 roku wzięła udział w igrzyskach olimpijskich w Turynie, zajmując między innymi jedenaste miejsce w sztafecie oraz piętnaste w biegu na 10 km techniką klasyczną.
Seraina Mischol startuje także w zawodach FIS Marathon Cup. W zawodach tego cyklu dwukrotnie stawała na podium, przy czym 23 stycznia 2011 roku zwyciężyła w austriackim maratonie Dolomitenlauf. W klasyfikacji generalnej najlepszy wynik uzyskała w sezonach 2009/2010 i 2010/2011, które ukończyła na dziesiątej pozycji.

## Osiągnięcia

### Igrzyska olimpijskie
| Miejsce | Dzień     | Rok  | Miejscowość | Konkurencja             | Czas biegu | Strata  | Zwyciężczyni     |
| ------- | --------- | ---- | ----------- | ----------------------- | ---------- | ------- | ---------------- |
| 15.     | 16 lutego | 2006 | Turyn       | 10 km stylem klasycznym | 27:51,4    | +1:39,0 | Kristina Šmigun  |
| 11.     | 18 lutego | 2006 | Turyn       | Sztafeta 4x5 km         | 54:47,7    | +2:04,7 | Rosja            |
| 32.     | 22 lutego | 2006 | Turyn       | Sprint stylem dowolnym  | 2:12,3     | -       | Chandra Crawford |

### Mistrzostwa świata
| Miejsce | Dzień     | Rok  | Miejscowość   | Konkurencja                      | Czas biegu | Strata  | Zwyciężczyni        |
| ------- | --------- | ---- | ------------- | -------------------------------- | ---------- | ------- | ------------------- |
| 55.     | 20 lutego | 2001 | Lahti         | 10 km stylem klasycznym          | 29:13,5    | +4:06,4 | Bente Skari         |
| 7.      | 23 lutego | 2001 | Lahti         | Sztafeta 4x5 km                  | 53.01,6    | +3:16,9 | Rosja               |
| 34.     | 18 lutego | 2003 | Val di Fiemme | 15 km stylem klasycznym          | 39:40,9    | +3:34,0 | Bente Skari         |
| 33.     | 20 lutego | 2003 | Val di Fiemme | 10 km stylem klasycznym          | 25:47,0    | +2:24,1 | Bente Skari         |
| 10.     | 24 lutego | 2003 | Val di Fiemme | Sztafeta 4x5 km                  | 50:54,7    | +2:36,4 | Niemcy              |
| 38.     | 17 lutego | 2005 | Oberstdorf    | 10 km stylem dowolnym            | 26:27,6    | +3:07,8 | Kateřina Neumannová |
| 11.     | 21 lutego | 2005 | Oberstdorf    | Sztafeta 4x5 km                  | 57:15,7    | +3:23,7 | Norwegia            |
| 33.     | 22 lutego | 2005 | Oberstdorf    | Sprint stylem klasycznym         | 2:15,5     | -       | Emelie Öhrstig      |
| 8.      | 25 lutego | 2005 | Oberstdorf    | Sprint drużynowy stylem dowolnym | 12:19,7    | +26,7   | Norwegia            |
| DNS     | 26 lutego | 2005 | Oberstdorf    | 30 km stylem klasycznym          | 1:27:05,8  | -       | Marit Bjørgen       |
| 14.     | 22 lutego | 2007 | Sapporo       | Sprint stylem klasycznym         | 2:50,9     | -       | Astrid Jacobsen     |
| 14.     | 23 lutego | 2007 | Sapporo       | Sprint drużynowy stylem dowolnym | 16:20,9    | -       | Finlandia           |
| 9.      | 1 marca   | 2007 | Sapporo       | Sztafeta 4x5 km                  | 54:18,6    | +2:20,8 | Finlandia           |
| 22.     | 19 lutego | 2009 | Liberec       | 10 km stylem klasycznym          | 28:12,8    | +1:58,1 | Aino-Kaisa Saarinen |
| DNF     | 21 lutego | 2009 | Liberec       | 2x7,5 km bieg łączony            | 40:55,3    | -       | Justyna Kowalczyk   |
| 37.     | 24 lutego | 2009 | Liberec       | Sprint st. dowolnym              | 2:39,3 min | -       | Arianna Follis      |

### Mistrzostwa świata juniorów
| Miejsce | Dzień       | Rok  | Miejscowość   | Konkurencja             | Wynik   | Strata  | Zwycięzca                |
| ------- | ----------- | ---- | ------------- | ----------------------- | ------- | ------- | ------------------------ |
| 37.     | 3 lutego    | 1999 | Saalfelden    | 5 km stylem klasycznym  | 14:23,5 | +1:24,7 | Lina Andersson           |
| 46.     | 25 stycznia | 2000 | Štrbské Pleso | 5 km stylem dowolnym    | 14:35,3 | +2:34,4 | Jekaterina Szczastliwaja |
| 39.     | 30 stycznia | 2000 | Štrbské Pleso | 15 km stylem klasycznym | 50:48,1 | +5:24,3 | Evi Sachenbacher         |
| 3.      | 30 stycznia | 2001 | Karpacz       | 15 km stylem dowolnym   | 46:43,5 | +57,0   | Pirjo Muranen            |
| 5.      | 1 lutego    | 2001 | Karpacz       | 5 km stylem klasycznym  | 15:42,6 | +48,0   | Lina Andersson           |
| 13.     | 3 lutego    | 2001 | Karpacz       | Sprint stylem dowolnym  | ?       | -       | Pirjo Muranen            |

### Puchar Świata

#### Miejsca w klasyfikacji generalnej
- sezon 2003/2004: 75.
- sezon 2004/2005: 37.
- sezon 2005/2006: 45.
- sezon 2006/2007: 40.
- sezon 2007/2008: 15.
- sezon 2008/2009: 62.
- sezon 2009/2010: 128.

#### Miejsca na podium
Mischol nie stała na podium indywidualnych zawodów Pucharu Świata.

### FIS Marathon Cup

#### Miejsca w klasyfikacji generalnej
- sezon 2001/2002: 29.
- sezon 2003/2004: 18.
- sezon 2008/2009: 11.
- sezon 2009/2010: 10.
- sezon 2010/2011: 10.

#### Miejsca na podium
| Nr | Dzień       | Rok  | Zawody              | Dystans               | Czas biegu | Strata | Pozycja | Zwyciężczyni    |
| -- | ----------- | ---- | ------------------- | --------------------- | ---------- | ------ | ------- | --------------- |
| 1. | 14 marca    | 2010 | Engadin Skimarathon | 42 km stylem dowolnym | 1:43:02,8  | +23,8  | 2.      | Susanne Nyström |
| 2. | 23 stycznia | 2011 | Dolomitenlauf       | 42 km stylem dowolnym | 1:46:08,2  | -      | 1.      | -               |